# Nuvolento
Nuvolento är en ort och kommun i provinsen Brescia i regionen Lombardiet i Italien. Kommunen hade 3 994 invånare (2018).